# Mun Gyong-ae
Mun Gyong-ae (* 8. April 1969) ist eine ehemalige nordkoreanische Marathonläuferin.
1989 gewann sie den Pjöngjang-Marathon in 2:33:48 h und den Peking-Marathon in ihrer persönlichen Bestzeit von 2:27:16 h. 1990 wurde sie Vierte in Peking, und bei den Olympischen Spielen 1992 in Barcelona kam sie auf den sechsten Platz.
1993 wurde sie Zehnte beim Nagoya-Marathon, 1995 siegte sie erneut in Pjöngjang.